# Pont-l’Évêque (ser)

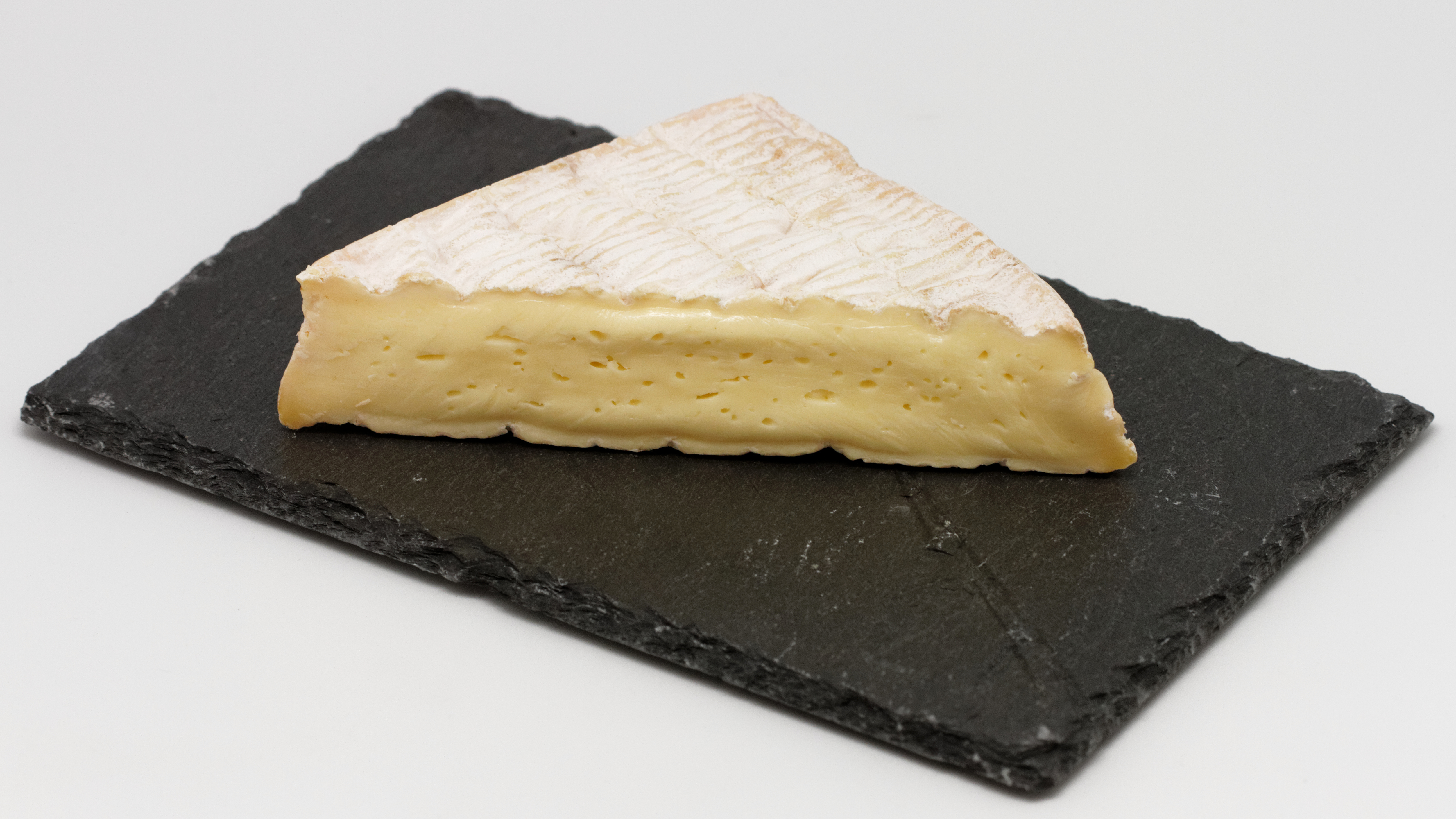
Pont-l’Évêque

Pont-l’Évêque – francuski ser pleśniowy wytwarzany z mleka krowiego.
Ser ma formę prostopadłościennych bloczków, zwykle o kwadratowej podstawie o boku długości od 9 do 21 cm (najczęściej 11 cm) i wysokości 3,5 cm. Produkowana jest też odmiana demi Pont-l’Évêque o podstawie prostokąta 11 × 5,5 cm. Pokrywa go biała skórka, z żółtymi lub czerwonawymi przebarwieniami i podłużnymi wyżłobieniami. Wnętrze sera jest kremowożółte i ma półmiękką konsystencję, występują w nim niewielkie dziurki.
Receptura sera wywodzi się z XIII wieku, opracowana przez cysterskich mnichów w okolicach miasta Pont-l’Évêque, w Normandii. Ser początkowo znany był pod nazwą angelot (z fr. „cherub”), od monety o tej samej nazwie, wykorzystywano go bowiem jako środek płatniczy.
Produkcja sera chroniona i regulowana jest we Francji w ramach systemu Appellation d’origine contrôlée (AOC). Na szczeblu europejskim ser objęty jest chronioną nazwą pochodzenia. Produkcja sera Pont-l’Évêque odbywać się może wyłącznie na terenie normandzkich departamentów Calvados, Eure, Manche i Orne.